# Тионвил
Тионвѝл (на френски: Thionville; на немски: Diedenhofen, Диденхофен) е град в Североизточна Франция, департамент Мозел на регион Гранд Ест. Разположен е на река Мозел, на 25 km северно от Мец и на 25 km южно от Люксембург. Населението му е около 41 800 души (2007).